# Robert Livingston Beeckman

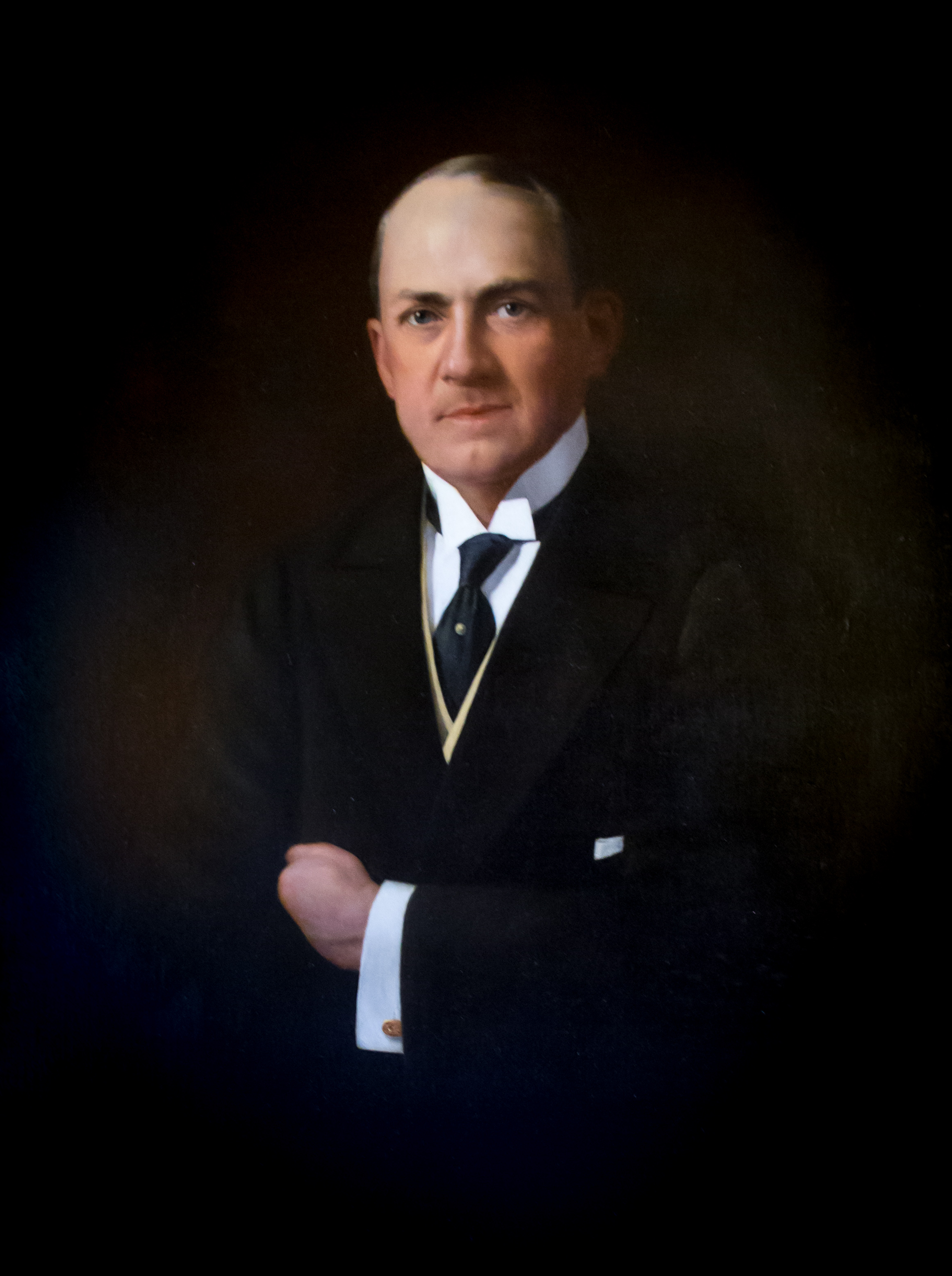
Robert Livingston Beeckman

Robert Livingston Beeckman (* 15. April 1866 in New York City; † 21. Januar 1935 in Santa Barbara, Kalifornien) war ein US-amerikanischer Politiker und Tennisspieler. 1886 war er US-Open-Finalist und von 1915 bis 1921 Gouverneur des Bundesstaates Rhode Island.

## Frühe Jahre und geschäftlicher Aufstieg
Bereits im Alter von fünf Jahren kam Robert Beeckman mit seinen Eltern nach Providence in Rhode Island. Mit 16 Jahren verließ er die Schule, um sich eine geschäftliche Existenz aufzubauen. Bereits mit 21 Jahren arbeitete er an der New Yorker Börse. In New York begann er auch für die familieneigene Firma Lapsley Beeckman & Co zu arbeiten. Beeckman war auch einer der Direktoren der Industrial Trust Company in Newport und der International Silver Company.
Daneben war er in den 1880er Jahren ein erfolgreicher Tennisspieler. So erreichte er beispielsweise 1886 das Finale der U.S. National Championships (heute US Open).

## Politische Laufbahn
Beeckman war Mitglied der Republikanischen Partei. Zwischen 1902 und 1912 war er Abgeordneter im Repräsentantenhaus von Rhode Island, von 1912 bis 1914 gehörte er dem Staatssenat an. Im Jahr 1914 wurde Beeckman zum neuen Gouverneur seines Staates gewählt. Nachdem er in den Jahren 1916 und 1918 jeweils von den Wählern in diesem Amt bestätigt wurde, konnte er zwischen dem 5. Januar 1915 und dem 4. Januar 1921 als Gouverneur amtieren. Ein Teil seiner Amtszeit war von den Ereignissen des Ersten Weltkriegs überschattet, an dem die Vereinigten Staaten zwischen April 1917 und November 1918 beteiligt waren. Zunächst mussten auch in Rhode Island die Produktion auf den Rüstungsbedarf umgestellt werden. Außerdem mussten Soldaten für die Streitkräfte rekrutiert werden. Treibstoffe und Lebensmittel wurden rationiert. Gouverneur Beeckman besuchte sogar seine Soldaten auf den Schlachtfeldern in Frankreich.
Nach dem Krieg wurde die Produktion wieder auf den zivilen Bedarf zurückgefahren. Nun galt es die heimkehrenden Soldaten wieder in die Gesellschaft einzugliedern und die Invaliden sowie die Hinterbliebenen der Toten zu versorgen. Neben diesen kriegsbedingten Vorgängen wurde damals ein Begnadigungsausschuss gegründet. Der Gouverneur setzte sich auch für die Reform einiger Regierungsinstitutionen wie den Krankenhäusern und den Gefängnissen ein. Im Jahr 1922 bewarb sich Beeckman erfolglos um einen Sitz im US-Senat.

## Weiterer Lebenslauf
Nach 1922 zog sich Beeckman aus der Politik zurück. Er starb im Januar 1935. Robert Beeckman war zweimal verheiratet.